# Oboyansky (huyện)
Huyện Oboyansky (tiếng Nga: ? райо́н) là một huyện hành chính tự quản (raion), của Tỉnh Kursk, Nga. Huyện có diện tích 1040 kilômét vuông, dân số thời điểm ngày 1 tháng 1 năm 2000 là 37500 người. Trung tâm của huyện đóng ở Oboyan'.